# 고모리다 도모아키
고모리다 도모아키(일본어: 小森田 友明, 1981년 7월 10일 ~ )는 일본의 전 축구 선수이다.

## 구단 경력
과거 아비스파 후쿠오카, 오이타 트리니타, 몬테디오 야마가타, 비셀 고베, 로아소 구마모토, 페르셀라 라몽간, 기라반츠 기타큐슈에서 활동하였다.